# 重庆都市圈环线高速公路
重庆都市圈环线高速公路，又称重庆（原）三环高速公路或四环高速，国家高速公路网编号为G9909，重庆市高速公路网编号S80，是重庆市的一条环形高速公路，由铜合、铜永、永江、江綦、綦万、南万、南涪、长涪、合长高速公路共9个路段组成，全长约475公里，以渝北区为起点沿逆时针方向依次联接渝北、北碚、合川、铜梁、大足、永川、江津、綦江、南川、武隆、涪陵、长寿等12个区县，于2021年10月18日全线通车；2023年重庆发布新规划，高速被划为“四环”，线路略有变更，部分新划入路段待建。

## 历史
重庆市高速公路最初规划“一环（内环快速路）五射”的高速公路网结构，后扩展至“二环（新增重庆绕城高速）八射”:290，而“三环”最早则在2005年随“三环十射三联线”提出，此概念后也扩展为“三环十二射多联线”“三环十八射多联线”，但三环高速作为骨架之一一直未变。
三环高速规划提出后，彼时已经建成的长涪（长寿－涪陵，2000年建成）、綦万（万盛－綦江，2004年建成）高速公路被划入三环高速，而新建的路段最早则是2010年11月28日开工的永江（永川－江津）高速。
2021年10月18日三环高速最后一段合长（合川－长寿）高速完工，三环高速闭环，全线正式通车；通车后其使重庆主城都市区内各区间基本实现高速公路连接，并承担重庆市大量的出入境、过境交通运输任务。
| 路段                                               | 开建时间             | 开通时间               | 备注 |
| -------------------------------------------------- | -------------------- | ---------------------- | --- |
| 长寿－涪陵                                         | 1998年1月1日:296-297 | 2000年12月30日:296-297 | 最早开始建设的路段、三环高速概念提出时已经建成的路段 |
| 涪陵－南川                                         | 2009年6月30日        | 2013年9月28日          | |
| 南川－万盛                                         | 2009年11月           | 2013年12月13日         | 具体开工时间不详 |
| 万盛－綦江                                         | 1999年10月8日:82     | 2004年9月15日          | 三环高速概念提出时已经建成的路段 此段高速原为一级公路，于2000年6月28日批准升级为高速公路:88 修建过程中曾一度停工，2002年获得投资后于当年3月复工               |
| 綦江－江津                                         | 2011年12月24日       | 2016年9月27日          | |
| 江津－永川                                         | 2010年11月28日       | 2014年12月25日         | 三环高速概念提出后最早开始兴建的路段 |
| 永川－铜梁                                         | 2011年10月24日       | 2015年9月28日          | |
| 铜梁－合川                                         | 2011年11月9日        | 2014年12月11日         | |
| 合川－长寿                                         | 2015年9月28日        | 2021年10月18日         | 最后完工的路段，至此重庆都市圈环线高速公路全部完工 兴木枢纽至清平互通路段于2018年12月29日提前通车 其余路段原计划于2021年9月28日开通，因大雨引发地质灾害而延迟 |
| 注：加删除线的路段代表在2023年规划中被划出的部分。 |                      |                        | |

2021年3月，三环高速作为重庆市省级城市环线高速公路被分配编号S80；2022年7月4日中华人民共和国国家发展和改革委员会、交通运输部发布《国家公路网规划》，三环高速被划入国家高速公路都市圈环线系统，名“重庆都市圈环线高速公路”，编号G9909。此外，在正式公布此高速的编号前也有报道称此高速的编号为“S0101”。
2023年6月2日，重庆市批复2023至35年的新高速公路网规划，重庆都市圈环线高速公路被划为“四环”，“三环”被第二绕城高速公路代替，原三环东西部分基本不变，其南北部分长寿至渝北箭沱湾被划入第8射线高速，渝北箭沱湾至合川双凤部分段被划入新三环，合川双凤至草街被划入第5联线高速，江津至綦江万盛段被单独划为第14联线高速；合川经北碚至长寿、江津至綦江二段将另建。

## 各路段概况
以下，为2023年前规划中重庆都市圈环线高速公路（三环高速）各路段概况。

### 长寿－涪陵

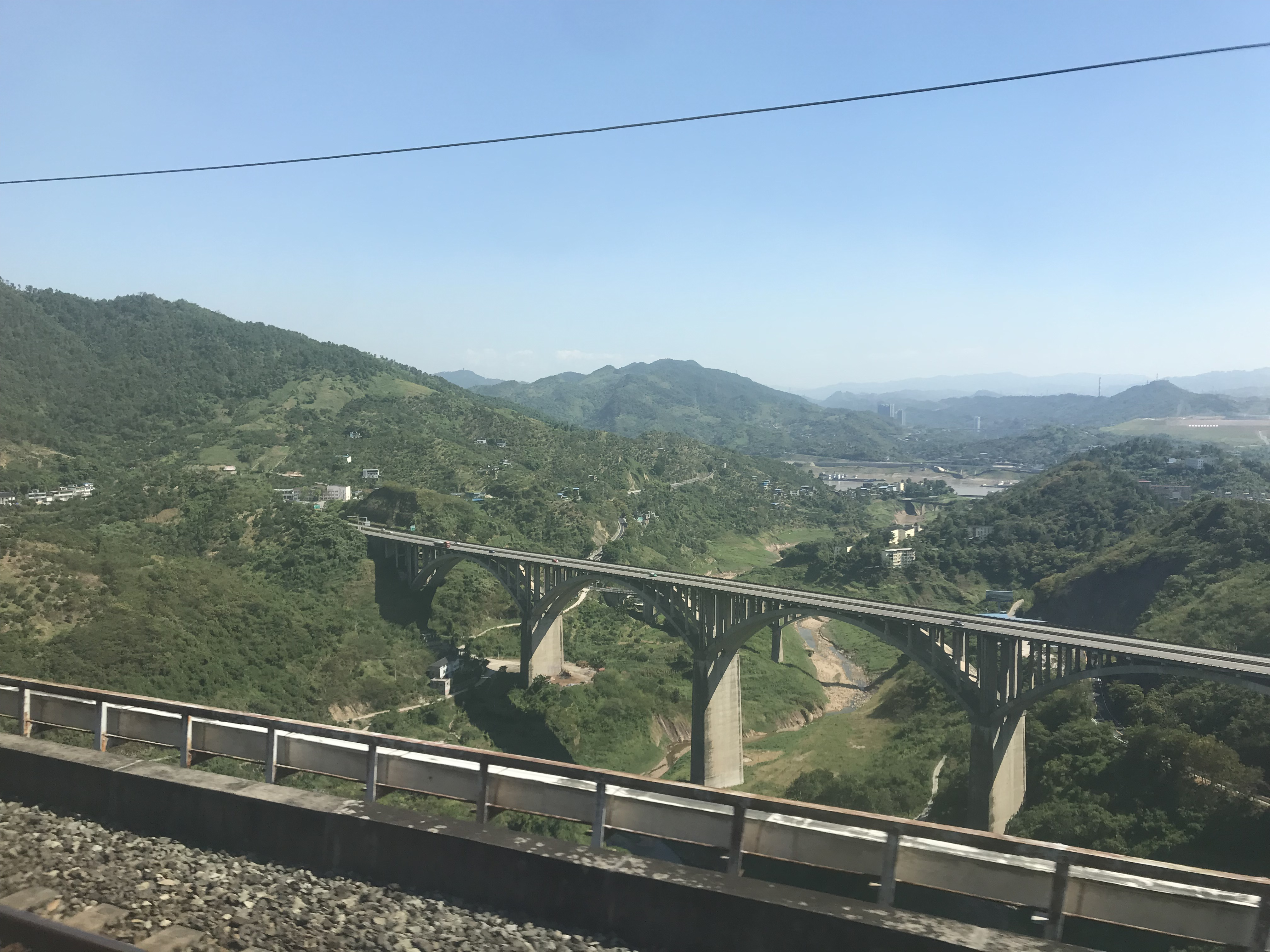
长涪高速公路涪陵段

长寿－涪陵段即长涪高速公路，是重庆主城区通往三峡库区的高速公路，是“九五”计划的重点建设项目之一和重庆市直辖后第一项重点建设的项目；长涪高速公路起于长寿区 渝长高速公路桃花街枢纽互通，经过烟坡跨越龙溪河，再经但渡、高升设黄草山隧道，又经水磨滩水库、花桥、大石庙、牛栏冲、斜阳溪后设同心寨、庙堡隧道，最终止于涪陵区涪陵长江大桥北桥头，线路全长33.373公里，有10座桥梁，双向四车道，路基宽24.5米，隧道路段单洞宽10.5米，设计速度80千米每小时；项目由中华人民共和国交通部投资2.5亿元人民币、开发银行贷款8亿元人民币、国债投入1.75亿元人民币和其他银行贷款修建。:296-297
2021年3月重庆市分配省级高速公路编号时，长涪高速公路中涪陵区马鞍互通至涪陵长江大桥段被单独划出成为 涪长三环支线高速公路，此段不属于三环高速公路主线。

### 涪陵－南川
涪陵－南川段即南涪高速公路，是重庆市“二环八射”后“新千公里”高速建设目标中首个通车项目；南涪高速起于南川区双河口 包茂高速南川互通，经平桥、鸭江、梓里、马武、酒店、蒿子坝、龙桥后在青草背跨越长江，穿越李渡工业园区后止于涪陵区李渡街道马鞍互通，接长涪高速，线路全长55.97公里，设置平桥、鸭江、马武、荣桂和李渡5座收费站，设计速度80千米每小时，双向四车道，路基宽24.5米；项目采用BOT与EPC模式总投资约47亿元人民币，是重庆市首次采用此模式建成的高速公路。

### 南川－万盛
南川－万盛段即南万高速公路，起于万盛经开区綦万高速公路万盛隧道出口，跨孝子河，经丛林、南平、先锋，止于南川区 包茂高速南川互通，连接了重庆黑山谷、金佛山、仙女山等景区，线路全长29.95公里，有20座桥梁，设万盛、丛林、南平、金佛山西、南川5处互通，设计速度80千米每小时，双向四车道，路基宽24.5米，隧道路段单洞宽10.25米，设计速度80千米每小时；项目由国家投资补助8.6亿元人民币，总投资为24.43亿元人民币。

### 万盛－綦江
万盛－綦江段即綦万高速公路，起于綦江区 兰海高速母家湾互通，止于万盛经开区关井湾红砖厂，接南万高速公路，线路全长32.31公里，最初设计为一级公路，没有紧急停车道，但每隔约500米设有一个紧急停车港；项目投资10.96亿元人民币:88, 127。

### 綦江－江津
綦江－江津段即江綦高速公路，起于江津区 成渝环线高速先锋互通，经西湖、贾嗣、夏坝、广兴、北渡、永新，止于綦江区 兰海高速綦江南互通，位于接綦万高速公路的母家湾互通南侧约4公里，线路全长48.4公里，有29座桥梁和双向总长18.8公里的4座隧道，设西湖、贾嗣、夏坝、永新、北渡、綦江南6座收费站，设计速度80千米每小时，双向四车道，路基宽24.5米；项目投资约47.2亿元人民币。
江綦高速公路曾于2020年9月1日获得2018－2019年度“李春奖”（交通运输部公路交通优质工程奖）。

### 江津－永川
江津－永川段即永江高速公路，起于永川区 银昆高速双石互通，经五间，在松溉跨越长江后经石蟆，止于江津区塘河 成渝环线高速斑竹林互通，线路全长58.8公里，设计速度80千米每小时，双向四车道。
江津－永川段在重庆市的规划中亦另有一条线路，起于永川区 渝泸高速陈食互通，向东穿云雾山，止于江津区油溪镇西侧，接 渝泸复线高速，路线全长15.51公里，有7座桥梁和长2049米的云雾山1座隧道，设2个收费站，设计速度100千米每小时，双向四车道，路基宽26米；项目投资约18.48亿元人民币。此线路于2021年6月30日开建，但与三环高速关系不明：在《重庆市高速公路网规划（2019－2050年）》中此线路被划为三环高速的一部分；2021年3月重庆市为市内省级高速公路编号时文件内对江津－永川路段描述有矛盾；后于10月在关于三环高速全线贯通的报道中又将前述永江高速公路标注为三环高速的一段，此路段不属于三环高速。

### 永川－铜梁
永川－铜梁段即铜永高速公路，起于铜梁区瓦厂湾 成渝环线高速铜梁互通，接铜合高速公路，先与铜龙公路北侧并行，经巴川、土桥、雍溪、万古，后上跨铜龙公路，再沿玉龙山经龙水，穿玉龙山至三教，止于永川区 银昆高速双石互通，接永江高速公路，其中玉龙山隧道横穿煤矿和瓦斯开采区和采空区，线路全长63.85公里，有桥47座和隧道1座，设铜梁西、铜梁南、雍溪、万古、拾万、龙水湖、三教、双石8座收费站，设计速度80千米每小时，双向四车道，路基宽24.5米。

### 铜梁－合川
铜梁－合川段即铜合高速公路，起于铜梁区瓦厂湾 成渝环线高速铜梁互通，接铜永高速公路，经二坪、旧县、十塘，止于合川区 兰海高速沙溪互通立交，接合长高速公路，线路全长29.309公里，全程无隧道，桥隧比4.85%，截至建成时是重庆市高速公路中桥隧比最低的路段，设二坪、旧县、十塘3座收费站，设计速度80千米每小时，双向四车道；项目总投资约18亿元人民币。

### 合川－长寿

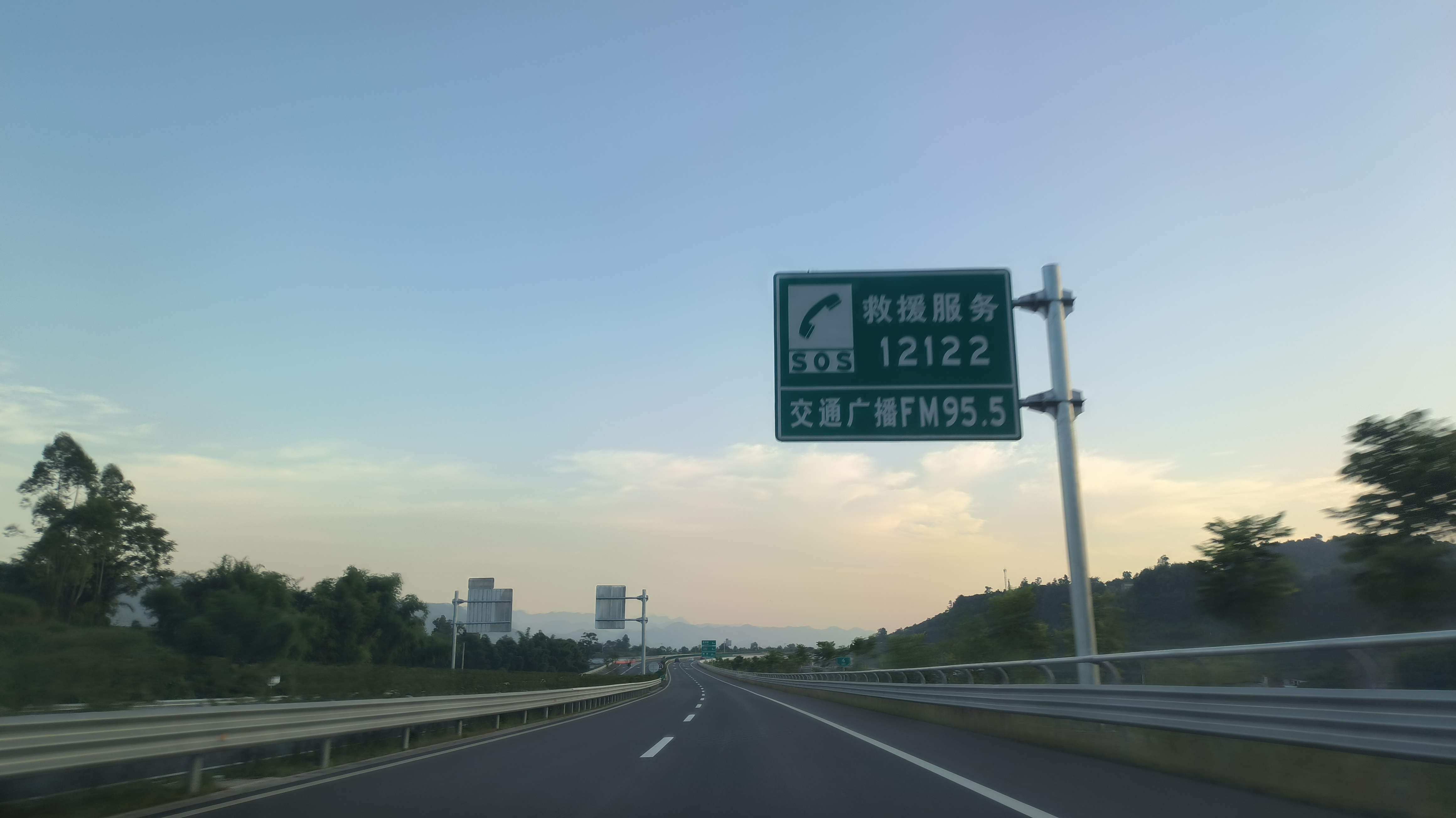
合长高速公路合川段

合川－长寿段即合长高速公路，起于止于合川区 兰海高速沙溪互通立交，经草街、清平后于兴木互通并入 银昆高速，经过华蓥山隧道、静观，共线12.796公里后再于向阳互通分出，经三圣、统景、石船、龙兴，止于渝北区 沪渝高速箭沱湾互通，线路全长76.06151公里，有桥梁44座，隧道10座，设收费站8座，设计速度80千米每小时，双向四车道，路基宽24.5米。
合川－长寿段从合川区出发经过北碚区、渝北区，但实际未经过长寿区，对此网友“错在春”曾在重庆网络问政平台询问此事，重庆市交委回应称因经过长寿的路段“存在较大地质风险及偏离重庆市经济发展中心等”最终放弃经过长寿，不过公路名称因彼时公路正在进行修建的前期工作不适宜变更。

## 沿线设施列表

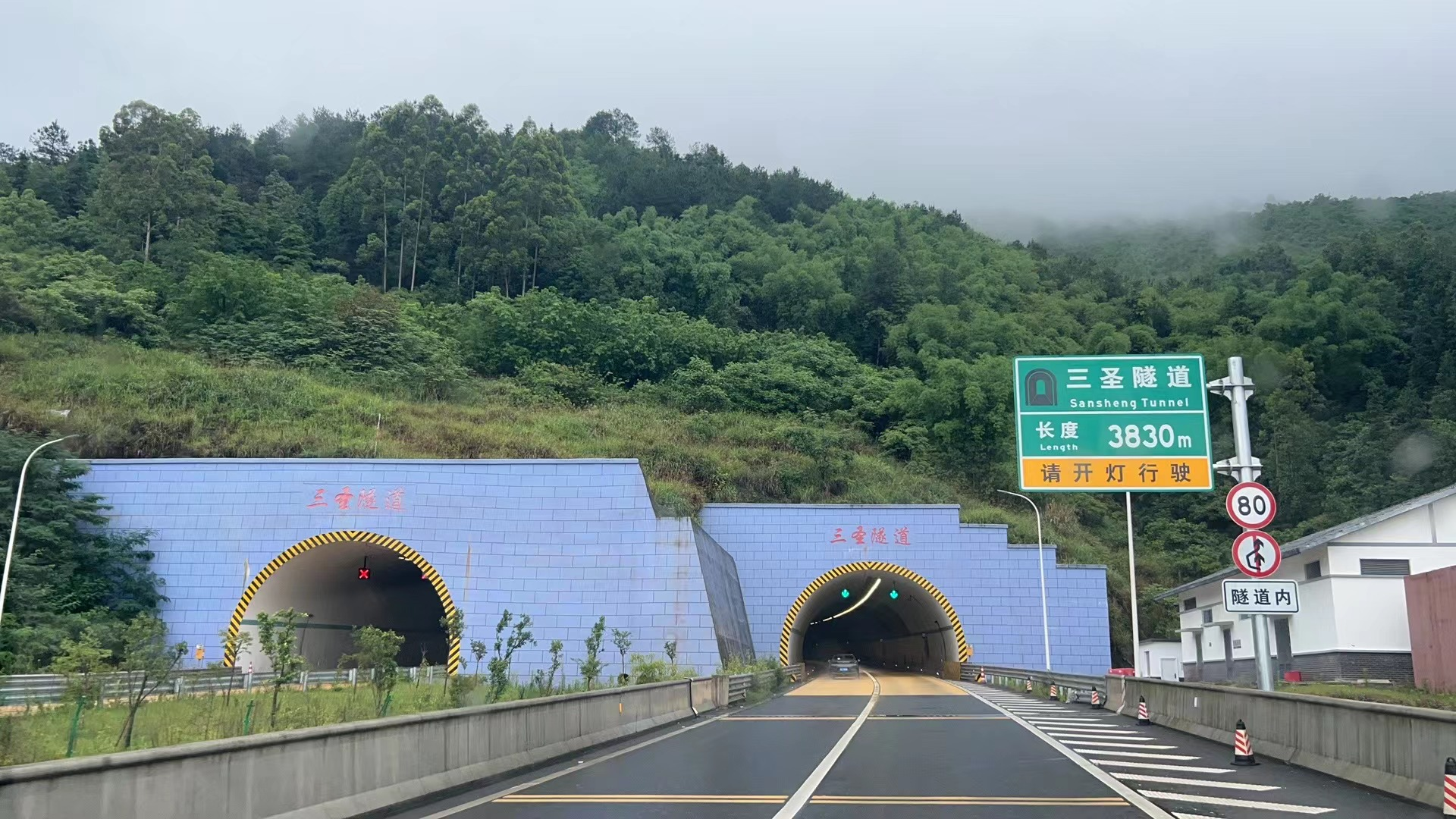
三圣隧道

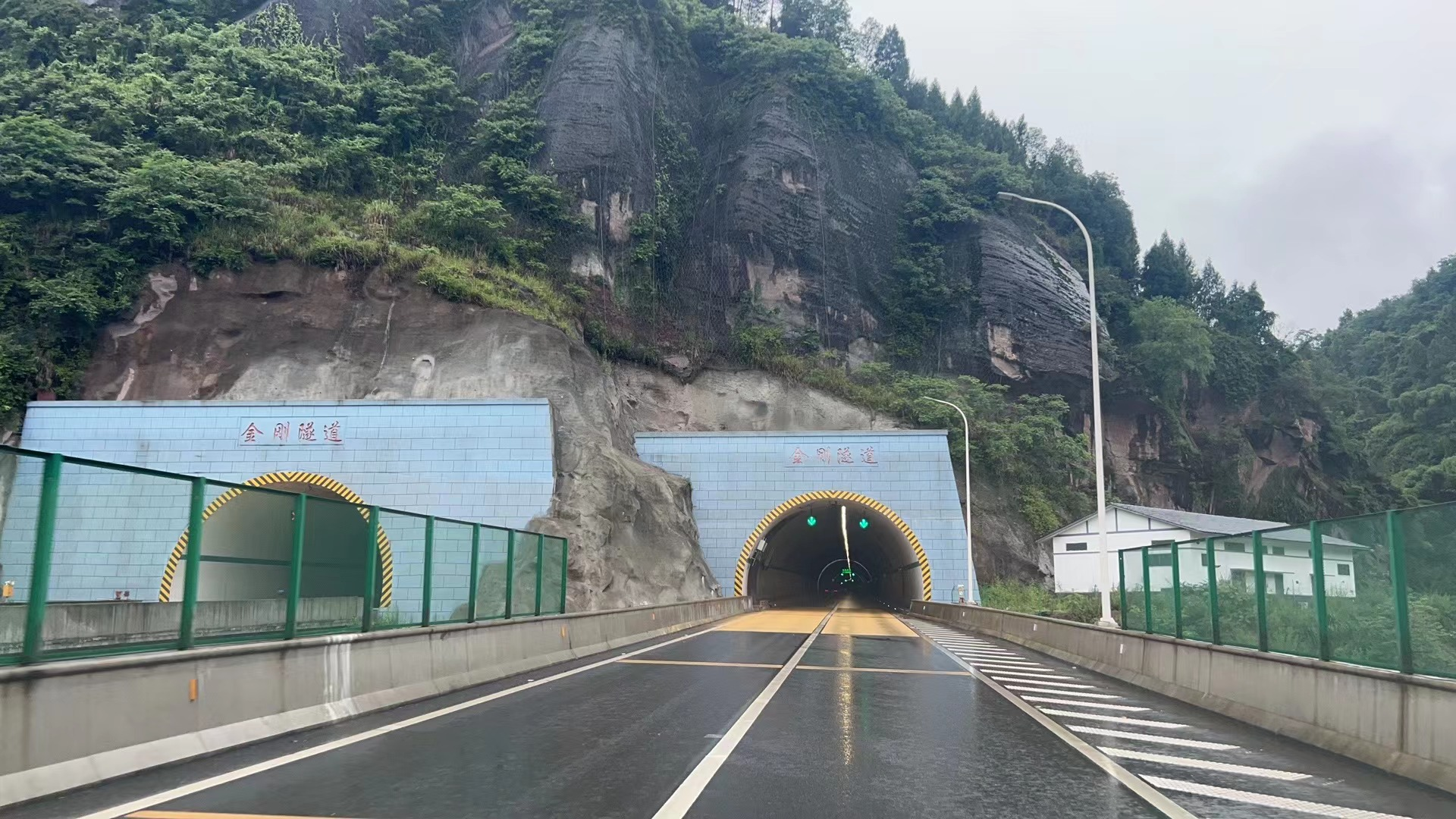
金刚隧道

2023年前规划重庆都市圈环线高速公路各段出入口和主要设施如下：
| 地区                                                                                         | 里程 | 类型                                       | 名称                   | 连接                                 | 说明                                            |
| -------------------------------------------------------------------------------------------- | ---- | ------------------------------------------ | ---------------------- | ------------------------------------ | ----------------------------------------------- |
| 重庆市 合川区                                                                                |      | 枢纽                                       | 沙溪枢纽               | 兰海高速                             |                                                 |
| 重庆市 合川区                                                                                |      | 出入口                                     | 合川南                 | 合州大道                             | 连接南津街街道炮台村                            |
| 重庆市 合川区                                                                                |      | 河流 · 桥梁                                | 龙溪嘉陵江特大桥       | 龙溪嘉陵江特大桥                     | 跨嘉陵江                                        |
| 重庆市 合川区                                                                                |      | 隧道                                       | 彭家岩隧道             | 彭家岩隧道                           |                                                 |
| 重庆市 合川区                                                                                |      | 枢纽                                       | 彭家岩枢纽             | 渝武扩能高速                         | 与 渝资高速共线段起点                           |
| 重庆市 合川区                                                                                |      | 出入口                                     | 玉龙                   | 创业大道                             | 连接草街                                        |
| 重庆市 合川区                                                                                |      | 枢纽                                       | 双凤枢纽               | 合安高速                             | 与 渝资高速共线段终点                           |
| 重庆市 合川区                                                                                |      | 停车场 · 加油设施 · 修车站 · 餐厅          | 草街服务区             | 草街服务区                           |                                                 |
| 重庆市 合川区                                                                                |      | 隧道                                       | 白岩山隧道             | 白岩山隧道                           |                                                 |
| 重庆市 合川区                                                                                |      | 隧道                                       | 狮子岭隧道             | 狮子岭隧道                           |                                                 |
| 重庆市 合川区                                                                                |      | 出入口                                     | 天顶                   | 中微大道                             |                                                 |
| 重庆市 合川区                                                                                |      | 枢纽                                       | 兴木枢纽               | 银昆高速                             | 与 银昆高速共线段起点                           |
| 区界                                                                                         |      | 隧道                                       | 华蓥山隧道             | 华蓥山隧道                           |                                                 |
| 重庆市 北碚区                                                                                |      | 出入口                                     | 静观                   | 碚金路                               |                                                 |
| 重庆市 北碚区                                                                                |      | 停车场 · 加油设施 · 修车站 · 餐厅          | 静观服务区             | 静观服务区                           |                                                 |
| 重庆市 北碚区                                                                                |      | 枢纽                                       | 向阳枢纽               | 银昆高速                             | 与 银昆高速共线段终点                           |
| 区界                                                                                         |      | 隧道                                       | 三圣隧道               | 三圣隧道                             |                                                 |
| 重庆市 渝北区                                                                                |      | 隧道                                       | 金刚隧道               | 金刚隧道                             |                                                 |
| 重庆市 渝北区                                                                                |      | 出入口                                     | 木耳                   | 南北大道                             |                                                 |
| 重庆市 渝北区                                                                                |      | 隧道                                       | 花阳隧道               | 花阳隧道                             |                                                 |
| 重庆市 渝北区                                                                                |      | 枢纽                                       |                        | 包茂高速                             |                                                 |
| 重庆市 渝北区                                                                                |      | 隧道                                       | 草坪隧道               | 草坪隧道                             |                                                 |
| 重庆市 渝北区                                                                                |      | 隧道                                       | 统景一号隧道           | 统景一号隧道                         |                                                 |
| 重庆市 渝北区                                                                                |      | 隧道                                       | 统景二号隧道           | 统景二号隧道                         |                                                 |
| 重庆市 渝北区                                                                                |      | 桥梁                                       | 香橙溪特大桥           | 香橙溪特大桥                         |                                                 |
| 重庆市 渝北区                                                                                |      | 出入口                                     | 统景                   | 两江大道                             |                                                 |
| 重庆市 渝北区                                                                                |      | 停车场 · 加油设施 · 修车站 · 餐厅          | 石船服务区             | 石船服务区                           |                                                 |
| 重庆市 渝北区                                                                                |      | 出入口                                     | 石船                   | 盛月大道                             |                                                 |
| 重庆市 渝北区                                                                                |      | 隧道                                       | 排花洞隧道             | 排花洞隧道                           |                                                 |
| 重庆市 渝北区                                                                                |      | 枢纽                                       | 箭沱湾枢纽             | 南两高速 渝长复线高速                | 与 渝长复线高速共线段起点                       |
| 重庆市 渝北区                                                                                |      | 枢纽                                       | 三林桥枢纽             | 渝长复线高速 沪渝高速                | 与 渝长复线高速共线段终点 与 沪渝高速共线段起点 |
| 重庆市 渝北区                                                                                |      | 出入口                                     | 洛碛                   | 洛张路                               |                                                 |
| 重庆市 长寿区                                                                                |      | 枢纽 · 出入口                              | 长寿西                 | 渝长复线高速 化南二路                | 长寿站                                          |
| 重庆市 长寿区                                                                                |      | 停车场 · 加油设施 · 修车站 · 餐厅          | 晏家服务区             | 晏家服务区                           |                                                 |
| 重庆市 长寿区                                                                                |      | 出入口                                     | 晏家                   | 319国道（化北路） 景观路             |                                                 |
| 重庆市 长寿区                                                                                |      | 出入口                                     | 古佛                   | 243国道（菩提东路）                  |                                                 |
| 重庆市 长寿区                                                                                |      | 枢纽 · 出入口                              | 桃花街枢纽 长寿        | 沪渝高速 桃源大道、文苑大道          | 与 沪渝高速共线段终点                           |
| 重庆市 长寿区                                                                                |      | 河流 · 桥梁                                | 桃花溪大桥             | 桃花溪大桥                           |                                                 |
| 重庆市 长寿区                                                                                |      | 河流 · 桥梁                                | 龙溪河大桥             | 龙溪河大桥                           | 跨龙溪河                                        |
| 重庆市 长寿区                                                                                |      | 出入口                                     | 但渡                   | 下铜街                               |                                                 |
| 重庆市 长寿区                                                                                |      | 桥梁                                       | 黑林湾大桥             | 黑林湾大桥                           |                                                 |
| 重庆市 长寿区                                                                                |      | 隧道                                       | 尖峰顶隧道             | 尖峰顶隧道                           |                                                 |
| 区界                                                                                         |      | 隧道                                       | 黄草山隧道             | 黄草山隧道                           |                                                 |
| 重庆市 涪陵区                                                                                |      | 出入口                                     |                        | 环湖大道                             |                                                 |
| 重庆市 涪陵区                                                                                |      | 桥梁                                       | 水磨滩大桥             | 水磨滩大桥                           |                                                 |
| 重庆市 涪陵区                                                                                |      | 枢纽                                       | 水磨滩枢纽             | 渝巴高速                             |                                                 |
| 重庆市 涪陵区                                                                                |      | 枢纽                                       | 马鞍枢纽               | 长涪高速                             |                                                 |
| 重庆市 涪陵区                                                                                |      | 出入口                                     | 李渡                   | 聚业大道                             |                                                 |
| 重庆市 涪陵区                                                                                |      | 河流 · 桥梁                                | 青草背长江大桥         | 青草背长江大桥                       | 跨长江                                          |
| 重庆市 涪陵区                                                                                |      | 隧道                                       | 龙桥隧道               | 龙桥隧道                             |                                                 |
| 重庆市 涪陵区                                                                                |      | 出入口                                     | 龙桥                   | 178县道                              |                                                 |
| 重庆市 涪陵区                                                                                |      | 枢纽                                       | 龙桥枢纽               | 石渝高速 银百高速                    | 与 银百高速共线段起点                           |
| 重庆市 涪陵区                                                                                |      | 停车场 · 加油设施 · 修车站 · 餐厅          | 涪陵服务区             | 涪陵服务区                           |                                                 |
| 重庆市 涪陵区                                                                                |      | 出入口                                     | 马武                   | 马龙路 政兴路                        |                                                 |
| 重庆市 涪陵区                                                                                |      | 隧道                                       | 马武隧道               | 马武隧道                             |                                                 |
| 重庆市 涪陵区                                                                                |      | 隧道                                       | 梓里二号隧道           | 梓里二号隧道                         |                                                 |
| 重庆市 涪陵区                                                                                |      | 枢纽                                       | 梓里枢纽               | 丰巴高速                             |                                                 |
| 重庆市 涪陵区                                                                                |      | 隧道                                       | 梓里一号隧道           | 梓里一号隧道                         |                                                 |
| 重庆市 涪陵区                                                                                |      | 隧道                                       | 陈家湾隧道             | 陈家湾隧道                           |                                                 |
| 重庆市 武隆区                                                                                |      | 出入口                                     | 鸭江                   | 鸭大路                               |                                                 |
| 重庆市 武隆区                                                                                |      | 隧道                                       | 鸭江隧道               | 鸭江隧道                             |                                                 |
| 重庆市 武隆区                                                                                |      | 隧道                                       | 分水岭隧道             | 分水岭隧道                           |                                                 |
| 重庆市 武隆区                                                                                |      | 桥梁                                       | 学堂堡大桥             | 学堂堡大桥                           |                                                 |
| 重庆市 武隆区                                                                                |      | 出入口                                     | 平桥                   | 206省道                              |                                                 |
| 区界                                                                                         |      | 隧道                                       | 岩口隧道               | 岩口隧道                             |                                                 |
| 重庆市 南川区                                                                                |      | 枢纽                                       | 双河口枢纽             | 渝湘高速                             | 与 包茂高速共线段起点                           |
| 重庆市 南川区                                                                                |      | 枢纽                                       |                        | 渝湘复线高速                         |                                                 |
| 重庆市 南川区                                                                                |      | 停车场 · 加油设施 · 修车站 · 餐厅          | 水江服务区             | 水江服务区                           |                                                 |
| 重庆市 南川区                                                                                |      | 出入口                                     | 水江                   | 206省道 532省道                      |                                                 |
| 重庆市 南川区                                                                                |      | 枢纽                                       | 大铺子枢纽             | 银百高速 南两高速                    | 与 银百高速共线段终点                           |
| 重庆市 南川区                                                                                |      | 出入口                                     | 金佛山                 | 353国道                              |                                                 |
| 重庆市 南川区                                                                                |      | 枢纽 · 出入口                              | 南川                   | 渝湘高速 353国道（金山大道）、南园路 | 与 包茂高速共线段终点                           |
| 南万高速公路                                                                                 |      |                                            |                        |                                      |                                                 |
| 重庆市 南川区                                                                                |      | 出入口                                     | 金佛山西互通           | 413省道                              |                                                 |
| 重庆市 南川区                                                                                |      | 出入口                                     | 南平互通               | 204省道                              |                                                 |
| 重庆市 南川区                                                                                |      | 停车场 · 飲料小吃                          | 南平停车区             | 南平停车区                           |                                                 |
| 重庆市 綦江区                                                                                |      | 出入口                                     | 丛林互通               | 204省道                              |                                                 |
| 重庆市 綦江区                                                                                |      | 隧道                                       | 青山隧道               | 青山隧道                             |                                                 |
| 重庆市 綦江区                                                                                |      | 枢纽 · 出入口                              | 万盛互通               | 綦万高速 西城大道、 塔山路           |                                                 |
| 綦万高速公路                                                                                 |      |                                            |                        |                                      |                                                 |
| 重庆市 綦江区                                                                                |      | 隧道                                       | 万盛隧道               | 万盛隧道                             |                                                 |
| 重庆市 綦江区                                                                                |      | 出入口                                     | 平山互通               | 南桐大道                             | 万盛站                                          |
| 重庆市 綦江区                                                                                |      | 隧道                                       | 永城隧道               | 永城隧道                             |                                                 |
| 重庆市 綦江区                                                                                |      | 出入口                                     | 永城互通               | 858县道                              |                                                 |
| 重庆市 綦江区                                                                                |      | 出入口                                     | 通惠互通               | 通惠大道                             |                                                 |
| 重庆市 綦江区                                                                                |      | 隧道                                       | 通惠隧道               | 通惠隧道                             |                                                 |
| 重庆市 綦江区                                                                                |      | 枢纽                                       | 母家湾枢纽互通         | 渝黔高速                             | 开始与 渝黔高速共线                             |
| 江綦高速公路                                                                                 |      |                                            |                        |                                      |                                                 |
| 重庆市 綦江区                                                                                |      | 枢纽 · 出入口                              | 綦江南枢纽互通         | 渝黔高速 綦登路                      | 结束与 渝黔高速共线                             |
| 重庆市 綦江区                                                                                |      | 隧道                                       | 南山2号隧道            | 南山2号隧道                          |                                                 |
| 重庆市 綦江区                                                                                |      | 隧道                                       | 南山1号隧道            | 南山1号隧道                          |                                                 |
| 重庆市 綦江区                                                                                |      | 出入口                                     | 北渡互通               | 312省道                              |                                                 |
| 重庆市 綦江区                                                                                |      | 停车场 · 加油设施 · 修车站 · 餐厅          | 永新梨花山服务区       | 永新梨花山服务区                     |                                                 |
| 重庆市 江津区                                                                                |      | 出入口                                     | 夏坝互通               | 311省道                              |                                                 |
| 重庆市 江津区                                                                                |      | 隧道                                       | 贾嗣隧道               | 贾嗣隧道                             |                                                 |
| 重庆市 江津区                                                                                |      | 出入口                                     | 贾嗣互通               | 311省道                              |                                                 |
| 重庆市 江津区                                                                                |      | 隧道                                       | 金泉隧道               | 金泉隧道                             |                                                 |
| 重庆市 江津区                                                                                |      | 停车场 · 飲料小吃                          | 先锋停车区             | 先锋停车区                           |                                                 |
| 重庆市 江津区                                                                                |      | 枢纽                                       | 先锋枢纽互通           | 渝泸高速                             | 开始与 渝泸高速共线                             |
| 渝泸高速公路共线段                                                                           |      |                                            |                        |                                      |                                                 |
| 重庆市 江津区                                                                                |      | 隧道                                       | 赵家隧道               | 赵家隧道                             |                                                 |
| 重庆市 江津区                                                                                |      | 枢纽                                       | 慈云北枢纽互通         | 江习高速                             | 连接在建合璧津高速                              |
| 重庆市 江津区                                                                                |      | 出入口                                     | 刁家互通               | 龙土路                               |                                                 |
| 重庆市 江津区                                                                                |      | 停车场 · 加油设施 · 修车站 · 餐厅          | 江津服务区             | 江津服务区                           | 仅永川方向                                      |
| 重庆市 江津区                                                                                |      | 出入口                                     | 白沙互通               | 106省道、临港大道                    |                                                 |
| 重庆市 江津区                                                                                |      | 出入口                                     | 塘河互通               | 106省道                              |                                                 |
| 重庆市 江津区                                                                                |      | 枢纽                                       | 斑竹林枢纽互通         | 永江高速                             | 结束与 渝泸高速共线                             |
| 永江高速公路                                                                                 |      |                                            |                        |                                      |                                                 |
| 重庆市 江津区                                                                                |      | 停车场 · 飲料小吃                          | 石蟆停车场             | 石蟆停车场                           |                                                 |
| 重庆市 江津区                                                                                |      | 出入口                                     | 石蟆互通               | 206省道                              |                                                 |
| 重庆市 江津区                                                                                |      | 出入口                                     | 望江互通               | 433乡道                              |                                                 |
| 长江                                                                                         |      | 河流                                       | 永川长江大桥           | 永川长江大桥                         | 跨长江                                          |
| 重庆市 永川区                                                                                |      | 出入口                                     | 松溉互通               | 208省道、 431县道                    |                                                 |
| 重庆市 永川区                                                                                |      | 出入口                                     | 何埂互通               | 206省道                              |                                                 |
| 重庆市 永川区                                                                                |      | 出入口                                     | 五间互通               | 108省道                              |                                                 |
| 重庆市 永川区                                                                                |      | 停车场 · 加油设施 · 修车站 · 餐厅          | 双凤服务区             | 双凤服务区                           |                                                 |
| 重庆市 永川区                                                                                |      | 枢纽                                       | 双凤枢纽互通           | 九永高速                             | 连接在建永泸高速                                |
| 重庆市 永川区                                                                                |      | 隧道                                       | 黄瓜山隧道             | 黄瓜山隧道                           |                                                 |
| 重庆市 永川区                                                                                |      | 出入口                                     | 麻柳河互通             | 433县道                              |                                                 |
| 重庆市 永川区                                                                                |      | 出入口                                     | 永川西互通             | 一环路                               |                                                 |
| 重庆市 永川区                                                                                |      | 枢纽 · 出入口                              | 双石枢纽互通           | 成渝高速 铜永高速                    | 开始与 广泸高速共线                             |
| 铜永高速公路                                                                                 |      |                                            |                        |                                      |                                                 |
| 重庆市 永川区                                                                                |      | 出入口 · 停车场 · 加油设施 · 修车站 · 餐厅 | 双石服务区             | 143省道                              |                                                 |
| 重庆市 永川区                                                                                |      | 出入口                                     | 三教互通               | 413省道                              |                                                 |
| 重庆市 永川区                                                                                |      | 隧道                                       | 玉龙山隧道             | 玉龙山隧道                           |                                                 |
| 重庆市 大足区                                                                                |      | 出入口                                     | 龙水互通               | 龙湖路                               |                                                 |
| 重庆市 大足区                                                                                |      | 出入口                                     | 拾万互通               | 021乡道                              |                                                 |
| 重庆市 大足区                                                                                |      | 枢纽                                       | 万古枢纽互通           | 渝蓉高速                             |                                                 |
| 重庆市 大足区                                                                                |      | 出入口                                     | 万古互通               | 千秋大道、万汇大道                   |                                                 |
| 重庆市 大足区                                                                                |      | 停车场 · 加油设施 · 修车站 · 餐厅          | 万古服务区             | 万古服务区                           |                                                 |
| 重庆市 大足区                                                                                |      | 出入口                                     | 雍溪互通               | 310省道                              |                                                 |
| 重庆市 铜梁区                                                                                |      | 出入口                                     | 铜梁南互通（土桥互通） | 旧市路                               | 规划连接铜梁过境南环线                          |
| 重庆市 铜梁区                                                                                |      | 出入口                                     | 铜梁西互通（巴川互通） | 319国道                              |                                                 |
| 重庆市 铜梁区                                                                                |      | 枢纽                                       | 铜梁枢纽互通           | 遂渝高速 铜合高速                    |                                                 |
| 铜合高速公路                                                                                 |      |                                            |                        |                                      |                                                 |
| 重庆市 铜梁区                                                                                |      | 枢纽                                       | 新店子枢纽互通         | 遂渝高速扩能项目                     |                                                 |
| 重庆市 铜梁区                                                                                |      | 出入口                                     | 二坪互通               | 007县道                              |                                                 |
| 重庆市 铜梁区                                                                                |      | 出入口                                     | 旧县互通               | 铜合路                               |                                                 |
| 重庆市 合川区                                                                                |      | 枢纽 · 出入口                              | 十塘互通               | 合璧津高速 铜合路 Y150乡道           | 改造中                                          |
| 重庆市 合川区                                                                                |      | 停车场 · 加油设施 · 修车站 · 餐厅          | 合川服务区             | 合川服务区                           |                                                 |
| 重庆市 合川区                                                                                |      | 出入口                                     | 九峰山互通             | 南塘路                               |                                                 |
| 重庆市 合川区                                                                                |      | 枢纽                                       | 沙溪枢纽互通           | 兰海高速                             | 结束与 广泸高速共线                             |
| 1.000 英里 = 1.609 千米；1.000 千米 = 0.621 英里 并行路段 • 已关闭／取消 • 限制进入 • 未开放 |      |                                            |                        |                                      |                                                 |